# تنين البحر الأزرق
تنين البحر الأزرق أو الغلوكي الأطلسي (الاسم العلمي: Glaucus atlanticus) هو نوع من الحيوانات يتبع جنس الغلوكي من فصيلة الغلوكيات. وهو من الحيوانات الرخوية البحرية ذات اللون الأزرق، تمضى حياتها تطفو وتغطس على السطح بسبب وجود كيس مملوءة بالغاز في معدتها، حيث تقوم بابتلاع فقاعة من الهواء وتبقيها داخل بطنها. إذا نظرت إليها من أعلى فهي زرقاء مما يساعدها على التخفي في مياه المحيط، وإذا نظرت إليها من أسفل فهي تميل إلى اللون الرمادي مما يخفيها عن الأنظار، فتحميها طبيعتها من الكائنات المفترسة.

## الوصف
الحجم العادي لهذا النوع يصل إلى 3 سم تقريبا، تبعا لعمر الحيوان. لونه من رمادي فضي على جانبه الظهري والأزرق الداكن، والفاتح على الجانب البطني. لديه خطوط زرقاء داكنة على وجهه. وله ست زوائد تتفرع في شكل شعاعي ولديه عضو يستخدم في التغذية يشبه اللسان به أسنان مدببة مسننة.

## التوزيع والمعيشة
يتوزع على جميع محيطات العالم، في المياه المعتدلة والاستوائية. تم العثور عليه في شرق وجنوبي جنوب أفريقيا، و في المياه الأوروبية، والساحل الشرقي لأستراليا وموزمبيق. هذا النوع يتحرك رأسا على عقب مع التوتر السطحي للمحيطات. تفترس غيرها من البزاقات الأكبر حجما وقد تتغذى على لحم البشر إن أتيحت لها الفرصة تتغذى على بعض المخلوقات السامة وتستخدم سمومها بعد تخزينها في حويصلات خاصة فوق أسنانها يستطيع التنين الأزرق تركيز هذه السموم وإنتاج نوع أقوى من السم يحتوي التنين الأزرق على أعضاء تناسلية مذكرة ومؤنثة ويعد بذلك خنثى، تتزاوج تنانين البحر الزرقاء وينتج كلا الحيوانان البيض على شكل سلاسل.